# Onze-Lieve-Vrouwekerk (Gierle)

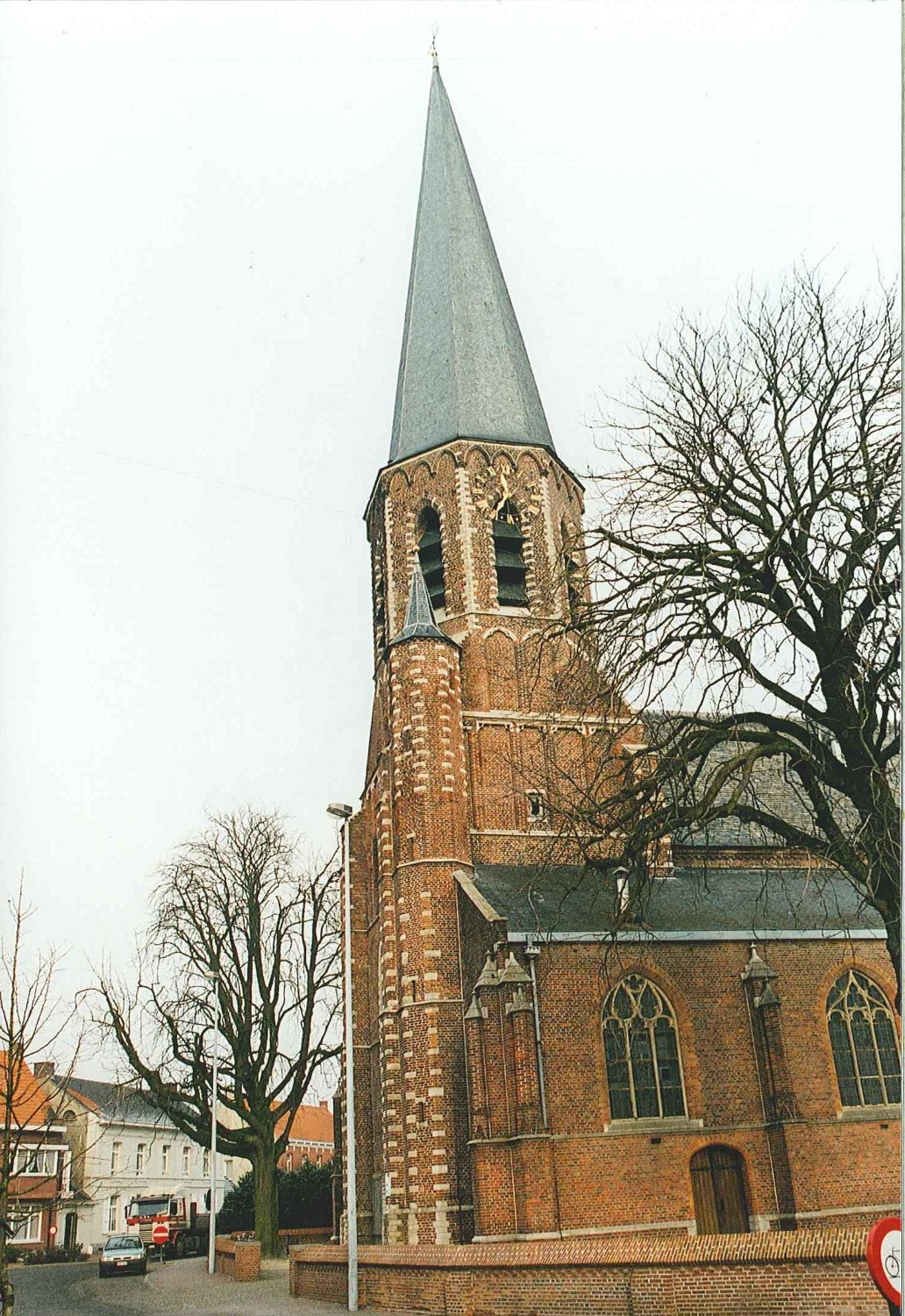
Onze-Lieve-Vrouwekerk

De Onze-Lieve-Vrouwekerk is de parochiekerk van de tot de Antwerpse gemeente Lille behorende plaats Gierle, gelegen aan de Singel.

## Geschiedenis
Het jaartal van 1121 bevond zich vroeger op de muur achter het koor, maar het is absoluut niet zeker of er toen al een kerk was. Wél is het zeker dat er ruim vóór 1500 al een kerk was, gezien het oudste deel van de middenbeuk. De toren werd omstreeks 1568 gebouwd. In 1565 en 1572 werd de kerk zwaar beschadigd tijdens de godsdiensttwisten en daarna hersteld.
In 1737 werden de zijbeuken vergroot en in 1909 werden ze, naar ontwerp van Jules Taeymans, verbreed en van lessenaardaken voorzien.

## Gebouw
Het betreft een georiënteerde bakstenen pseudobasiliek met transept in voornamelijk laatgotische bouwstijl. Bij de ingebouwde westtoren werd, naast baksteen, ook zandsteen toegepast. De toren heeft vier geledingen waaronder een achthoekige klokkenverdieping. Het koor is driezijdig afgesloten. Het kerkschip wordt overkluisd door een houten tongewelf.

## Interieur
De kerk bezit het schilderij Geboorte van Maria van omstreeks 1700, toegeschreven aan Jan Erasmus Quellinus. Ook is er een beeld van Onze-Lieve-Vrouw met Kind van 0mstreeks 1580, door Thomas Hazart. Van beschilderd hout is het beeldje: De kleine Johannes kust de hand van Jezus van omstreeks 1700. Verder een verrezen Christus (omstreeks 1710). Uit het 4e kwart van de 17e eeuw een Sint-Ambrosius en een Sint-Nicolaas, een Sint-Sebastiaan van 1714, een Sint-Helena (begin 18e eeuw) in gepolychromeerd hout.
Het kerkmeubilair is deels neogotisch. Het koorgestoelte is begin 18e eeuw, er is een beschilderde 17e-eeuwse biechtstoel, de preekstoel is van 1714, het doksaal is uit de 2e helft van de 17e eeuw, evenals het doopvont.